# Bundesstraße 303
Die Bundesstraße 303 (Abkürzung: B 303) ist eine deutsche Bundesstraße in Bayern, die durch das östliche Unterfranken sowie das gesamte Oberfranken führt. Sie verläuft von West nach Ost, beginnt an der A 7 westlich von Schweinfurt und endet an der Grenze zu Tschechien östlich von Schirnding.

## Geschichte
Der ursprüngliche Verlauf der Reichsstraße 303 führte von Schweinfurt über Schonungen, Hofheim in Unterfranken, Coburg, Mitwitz, Kronach, Selbitz nach Hof und weiter über Rehau und Eger nach Mitterteich. 1941 wurde das Teilstück von Hof über Eger nach Mitterteich durch die Reichsstraße 15 und davon später das Teilstück von Hundsbach (Grenze) nach Mitterteich durch die B 299 ersetzt. Anfang der 1950er Jahre wurde die Strecke von Marktrodach über Stadtsteinach, Bad Berneck, Marktredwitz und Arzberg nach Schirnding als Bundesstraße 303 neu definiert. Dieser Abschnitt trug früher den Namen Maintalstraße.
Der mittlere Teil der B 303 zwischen Schonungen am Main und Tambach bei Coburg führte ursprünglich durch 14 Ortschaften. In den 1960er bis 1990er Jahren wurde abschnittsweise die Trasse auf einer Gesamtlänge von 49,7 km ostwärts verlegt und damit hat seitdem noch Ortsdurchfahrten in Oberelldorf und Tambach. Nahe Ebersdorf bei Coburg überquert die B 303 seit dem 19. Oktober 2007 an der Anschlussstelle 10 die neue A 73 (Nürnberg – Suhl).
Seit 2015 ist die Bundesstraße zwischen der Anschlussstelle Schweinfurt-West der A 71 und dem Anfang der Ortsdurchfahrt Schweinfurt für Lkw mautpflichtig.

## Sudetenautobahn
Bereits vor dem Abschluss des Münchner Abkommens im September 1938 gab es Planungen für den Bau einer Reichsautobahn mit einem Abzweig von der heutigen Bundesautobahn 9 bei Gefrees oder Streitau über Eger, Karlsbad, Lobositz, Böhmisch Leipa nach Reichenberg. Mit der Eingliederung des Sudetenlandes in das Deutsche Reich im Oktober 1938 begannen die unmittelbaren Bauvorbereitungen. Am 1. Dezember 1938 wurde der Baubeginn der so genannten Sudetenautobahn gefeiert. Zwischen Hohenberg an der Eger und Watzgenreuth gab es erste Erdarbeiten. Der Beginn des Zweiten Weltkriegs zwang bald zur Einstellung der Arbeiten. Kein einziger Teilabschnitt wurde fertiggestellt.

## Fichtelgebirgsautobahn
Im Bundesverkehrswegeplan 2003 und mit dem Fünften Gesetz zur Änderung des Fernstraßenausbaugesetzes 2004 wurden für die Bundesstraße 303 zwischen der Bundesautobahn 9 und der Staatsgrenze zu Tschechien folgende Vorhaben vorgesehen:
- B 303 OU Schirnding: Erweiterung von zwei auf vier Fahrstreifen (Vordringlicher Bedarf)
- Marktredwitz-West – A 93: Erweiterung von zwei auf vier Fahrstreifen (Vordringlicher Bedarf)
- B 303n / B 303 Gefrees – A 93 oder Alternative A 93 − AD A 9 / A 70: vierstreifiger Neubau – Vorhaben mit Planungsrecht und besonderem naturschutzfachlichen Planungsauftrag für Weiteren Bedarf
- B 303n A 93 – Schirnding oder Alternative Ausbau der bestehenden B 303 von 2 auf 4 Fahrstreifen: vierstreifiger Neubau – Vorhaben mit besonderem naturschutzfachlichen Planungsauftrag für den Vordringlichen Bedarf

Diese Pläne zum Neubau einer vierspurigen „gelben Autobahn“, der sogenannten „Fichtelgebirgsautobahn“, zwischen der Bundesautobahn 9 und der Bundesgrenze mit Anschluss an die tschechische Autobahn D 6 nach Prag sorgten für Widerstand. Sie wurden aufgrund der zu erwartenden hohen Umweltbelastungen, hohen Baukosten und abnehmenden Verkehrszahlen seit Januar 2009 nicht weiter verfolgt. Im Gegenzug sollte die bestehende B 303 punktuell ausgebaut werden.
Damit begonnen werden sollte zwischen der Anschlussstelle Marktredwitz-West und der tschechischen Grenze, wie im Bedarfsplan für die Bundesfernstraßen vorgesehen. Geplant war ein zweibahniger Neubau mit vier Fahrstreifen. Dies war das Ergebnis eines Gesprächs zwischen dem Innenminister Herrmann, Bundesverkehrsminister Peter Ramsauer, Staatssekretär a. D. Willi Müller und Landrat Karl Döhler am 17. Mai 2010. Ein erster Schritt sollte der weitere Ausbau der bereits dreispurigen Ortsumgehung Schirnding sein, für den bereits Baurecht bestand.
Der Leiter des Bauamtes in Bayreuth hatte Anfang 2010 dafür plädiert, die Verbindung von Schirnding nach Marktredwitz auf drei Fahrspuren zu reduzieren. Innenminister Herrmann stellte jedoch klar, dass der bisherige Ausbaustandard mit zwei Fahrspuren in jede Richtung beibehalten werde.
Nach Angaben von Ausbaugegnern gelangte das Projekt B 303 neu nur deswegen in den alten Bundesverkehrswegeplan, weil in den eingereichten Unterlagen falsche Zahlen für Baukosten und Unterhalt enthalten waren. Eine Korrektur erfolgte nach Angaben der Gegner trotz mehrmaliger Hinweise (2003, 2007), und obwohl die Verantwortlichen den Fehler zugaben und Korrektur zusagten, nicht.
Am 11. November 2010 wurde von Bundesverkehrsminister Peter Ramsauer die aktuellen Anpassungen im Bedarfsplan für Verkehrsprojekte bekanntgegeben. Hinsichtlich des Themas Bundesstraßen waren keinerlei Änderungen im Bedarfsplan vorgesehen.
Im neuen Bundesverkehrswegeplan 2030 ist noch der bereits am 15. Juni 2009 planfestgestellte Abschnitt Schirnding-Raithenbach – Bundesgrenze D/CZ von 4,1 km Länge für eine Erweiterung auf 4 Fahrstreifen im Weiteren Bedarf vorgesehen. Im Übrigen ist zwischen der Bundesautobahn 9 und Raithenbach jedoch kein weiteres Vorhaben eines Aus- und Neubaus der Bundesstraße 303 im Verkehrswegeplan enthalten. An dem verbliebenen Projekt des Ausbaus der B 303 bei Schirnding übte der Bundesrechnungshof 2018 Kritik und forderte dessen Streichung.

## Fichtelgebirgsstraße
Der Abschnitt der B 303 mit der Bezeichnung Fichtelgebirgsstraße – benannt nach dem Fichtelgebirge in Nordostbayern, das sie durchquert – beginnt bei der Autobahnausfahrt der A 9 Bad Berneck (Landkreis Bayreuth) und geht bis zur Landesgrenze bei Schirnding (Landkreis Wunsiedel im Fichtelgebirge). Die Fichtelgebirgsstraße ist zugleich Europastraße 48 und ein Teilstück der europäischen Burgenstraße.

### Straßenverlauf

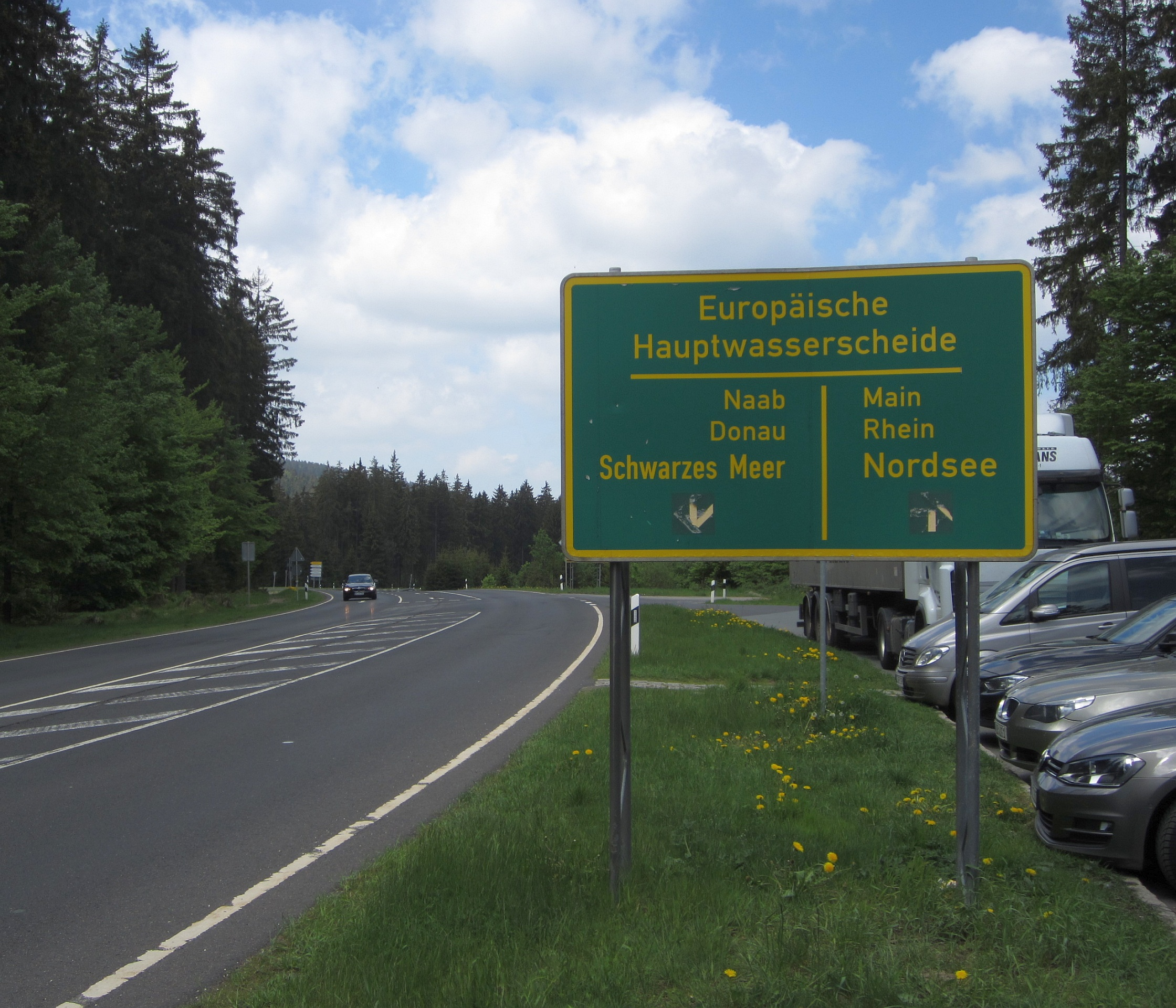
Wasserscheide am Seehausparkplatz unterhalb des Seehügels

Nach dem Beginn an der A 9 bei Bad Berneck verläuft sie in östlicher Richtung durch das Tal des Weißen Mains, am Heilklimatischen Ort Bischofsgrün und Karches vorbei zum Seehausparkplatz. Dort überschreitet sie die Europäische Hauptwasserscheide zwischen Nordsee und Schwarzem Meer und erreicht mit 777 m ü. NN ihren höchsten Punkt, führt zum Silberhaus (Gemeinde Tröstau) und geht mitten durch Tröstau. Sie läuft dann am Fuße der Kösseine-Luisenburg an Wunsiedel, Marktredwitz, Seußen, Arzberg vorbei und kommt bei Schirnding zur Staatsgrenze nach Tschechien. Die Straße wurde in den letzten Jahrzehnten in verschiedenen Abschnitten ortsumgehend, kreuzungsfrei oder dreispurig ausgebaut; sie ist seit der Grenzöffnung 1990 zu einer stark frequentierten Fernverkehrsstraße geworden.

### Geschichte
Eine befestigte Straßenverbindung zwischen Berneck und Wunsiedel, die Maintalstraße hieß,  wurde erstmals 1862 angelegt. Zuvor gab es als Ost-West-Fernverbindung durch das Fichtelgebirge nur die Altstraße zwischen Eger und Gefrees über Weißenstadt und den Höllpass etwa 5 km nördlich von Bischofsgrün. Ein weiterer Ausbau wurde im „Dritten Reich“ im Rahmen des Gesamtprojekts „Ostmarkstraße“ begonnen, dessen ursprüngliche Planung jedoch nicht verwirklicht wurde. Die Trasse für die Strecke von Hof durch den Gau Bayrische Ostmark bis nach Passau wurde aufgrund der Autobahn Berlin-München verlegt; ausgehend von der bereits bestehenden Maintalstraße wollte man südlich an Marktredwitz vorbei, über den Steinwald nach Erbendorf, Weiden und weiter in Richtung Passau bauen. Ab 1937 wurde mit dem Ausbau des Abschnitts Wunsiedel – Bad Berneck begonnen; wegen des Zweiten Weltkriegs wurden die Arbeiten 1941 eingestellt. Der Abschnitt von Erbendorf nach Sichersreuth bei Marktredwitz wurde nach 1938 nicht mehr verwirklicht; die Ostmarkstraße (die heutige B 22) führte nun von Erbendorf  über Kemnath in die Gauhauptstadt Bayreuth.